# إدي لورانس
إدي لورانس (بالإنجليزية: Eddie Lawrence)‏ هو كاتب أغاني ومخرج وشاعر وممثل أمريكي، ولد في 2 مارس 1919، وتوفي في 25 مارس 2014 في الولايات المتحدة.

## وصلات خارجية
- إدي لورانس على موقع IMDb (الإنجليزية)
- إدي لورانس على موقع ميوزك برينز (الإنجليزية)
- إدي لورانس على موقع أول موفي (الإنجليزية)
- إدي لورانس على موقع قاعدة بيانات برودواي على الإنترنت (الإنجليزية)
- إدي لورانس على موقع قاعدة بيانات الأفلام السويدية (السويدية)
- إدي لورانس على موقع ديسكوغز (الإنجليزية)
- إدي لورانس على موقع قاعدة بيانات الفيلم (الإنجليزية)
- إدي لورانس على موقع كينوبويسك (الروسية)